# Cyrtodactylus ranongensis
Espèce
Cyrtodactylus ranongensis est une espèce de geckos de la famille des Gekkonidae.

## Répartition
Cette espèce est endémique de la province de Ranong en Thaïlande.

## Étymologie
Son nom d'espèce, composé de ranong et du suffixe latin -ensis, « qui vit dans, qui habite », lui a été donné en référence au lieu de sa découverte, la province de Ranong.

## Publication originale
- Sumontha, Pauwels, Panitvong, Kunya & Grismer, 2015 : A new lowland forest Bent-toed Gecko (Squamata: Gekkonidae: Cyrtodactylus) from Ranong Province, peninsular Thailand. Zootaxa, no 3911 (1), p. 106–118.